# Lady Drake
Die Lady Drake war ein 1928 in Dienst gestelltes Passagierschiff der kanadischen Reederei Canadian National Steamship Company, das Passagiere, Fracht und Post von Halifax zu verschiedenen Häfen in der Karibik und zurück beförderte. Am 5. Mai 1942 wurde das Schiff nördlich von Bermuda von einem deutschen U-Boot versenkt.

## Das Schiff
Das 7.985 BRT große, aus Stahl gebaute Dampfturbinenschiff Lady Drake wurde auf der Werft Cammell, Laird & Company in der englischen Stadt Birkenhead am Mersey gebaut. Sie lief am 4. September 1928 vom Stapel und wurde im Dezember 1928 fertiggestellt. Betrieben wurde sie von der Canadian National Steamship Company, einer kanadischen Reederei mit Sitz in Montreal. Die Schiffe dieser Gesellschaft fuhren ab Montreal und Halifax zu verschiedenen Hafenstädten in die Karibik, den Westindischen Inseln und bis 1936 auch nach Australien.
Die Lady Drake war eines von fünf neuen, rund 8.000 BRT großen modernen Schwesterschiffen, die die Reederei in Großbritannien bauen ließ. Die anderen waren die Lady Nelson (7.831 BRT), die Lady Hawkins (7.988 BRT), die Lady Rodney (8.194 BRT) und die Lady Somers (8.194 BRT), die zwischen Dezember 1928 und April 1929 in Dienst gestellt wurden. Sie wurden nach den Ehefrauen britischer Admiräle benannt, die Verbindungen zu den Westindischen Inseln hatten.
Sie waren modern und luxuriös ausgestattet. Die Passagierunterkünfte waren für 103 Passagiere Erster Klasse, 32 Zweiter Klasse, 50 Dritter Klasse und zusätzlich für 120 weitere Personen ausgelegt, die nur eine kurze Überfahrt als Fährgaste machen wollten. Die Schiffe hatten jeweils einen Schornstein, zwei Masten und wurden von vier Dampfturbinen antrieben, die auf zwei Propeller wirkten und eine Höchstgeschwindigkeit von 15 Knoten ermöglichten. In den Laderäumen war Platz für 7650 Kubikmeter Fracht und zusätzlich 370 Kubikmeter eingefrorene Lebensmittel. Jedes der Schiffe verfügte über einen verglasten Wintergarten, ein Spieledeck und eine Lounge mit Bar, die sich über die gesamte Schiffsbreite erstrecke. Es wurde viel Wert auf die Ausstattung der Schiffe und die Ausbildung der Mannschaft gelegt, da die Reederei mit dem Standard der Schiffe auf der klassischen Nordatlantik-Route mithalten wollte.
Die „Lady Boats“, wie die Schwesterschiffe genannt wurden, steuerten auf ihrer Route Ziele wie St. Kitts und Nevis, Antigua und Barbuda, Montserrat, St. Lucia, Barbados, St. Vincent, Grenada, Trinidad und Demerara an. Bei der Rückfahrt endete die Reise dann in Saint John anstatt in Halifax.

## Versenkung
Am Montag, dem 4. Mai 1942 legte die Lady Drake mit 120 Besatzungsmitgliedern und 147 Passagieren an Bord in Bermuda zur Rückfahrt nach Saint John ab. Das Kommando hatte Kapitän Percy Ambrose Kelly, der vier Monate zuvor als Erster Offizier die Versenkung des Schwesterschiffs Lady Hawkins überlebt hatte. Dabei waren 251 Menschen umgekommen. Die Lady Drake fuhr ohne Geleitzug. Um 03.05 Uhr morgens am darauffolgenden Tag, dem 5. Mai, wurde das Schiff etwa 90 Seemeilen nördlich von Bermuda von einem Torpedo des deutschen U-Boots U 106 (Kapitänleutnant Hermann Rasch) getroffen.
Die Lady Drake sank in 25 Minuten (Position 35° 43′ N, 64° 43′ W). Sechs Passagiere und sechs Besatzungsmitglieder starben. 256 Menschen konnten sich in den Rettungsbooten in Sicherheit bringen (141 Passagiere und 115 Besatzungsmitglieder, darunter Kapitän Kelly). Am zweiten Tag auf offener See wurden die Boote von der Queen Mary passiert, die aufgrund der U-Boot-Gefahr nicht anhielt, sondern ebenso schnell verschwand, wie sie gekommen war. Am darauffolgenden Tag wurden die Überlebenden schließlich von dem amerikanischen Minenräumer Owl aufgenommen und zurück nach Bermuda gebracht.